# Шанхайская биржа золота
Шанхайская биржа золота (англ. the Shanghai Gold Exchange) — крупнейшая биржа в Китае по торговле драгоценными металлами (золото, серебро и платина).

## История
В начале XX века торговля золотом играла в Китае важную роль. В 1930 году Шанхайская биржа золота являлась одним из крупнейших центров по торговле золотыми слитками в Азии и золото была очень популярно в качестве объекта инвестиций. На рынке была ежедневная фиксированная цена золота.
С созданием Китайской Народной Республики в 1949 году Народный банк Китая монополизировал торговлю драгоценными металлами. Физические лица были от торговли золотом или серебром отстранены. Существовал запрет частной собственности на драгоценные металлы. В 1982 году правительство КНР открыло рынок золота для предприятий ювелирной промышленности, а с 1 сентября 1982 было впервые за более чем 30 лет разрешено физическим лицам покупать золотые украшения. 15 июня 1983 правительство узаконило частное владение золотом и серебром. Однако, торговля драгоценными металлами для населения оставалась под запретом.
В 2000 году правительство КНР приняло решение возобновить регулярный рынок золота, и в 2001 году закончилась монополия Центрального банка на торговлю золотом. С созданием Шанхайской биржи золота 30 октября 2002 года, торговля золотом значительно расширилась, стимулируя спрос. Был снят запрет на торговлю золотом для частных инвесторов. В следующие пять лет Китай обогнал США и Индию, и стал вторым по величине покупателем золота в мире.
В 2010 году оборот торговли физическим товаром (натуральным золотом) составил 6051,50 тонн золота, что превышает объём торговли 2009 года на 28,46 %. Объём торговли серебром составил 73 614,96 тонн (353,08 %) и 54,69 тонн платины (27,78 %). На складе Шанхайской биржи золота были золотые слитки в количестве 2913,73 тонн против 837,21 тонн в предшествующем периоде.

## Организация торговли
Шанхайская биржа золота является некоммерческой организацией, утверждённой Государственным советом, который был организован Банком КНР, и зарегистрирована в Государственной администрации промышленности и торговли (SAIC). Она входит в десятку крупнейших рынков золота в мире. Здесь осуществляется торговля золотом в слитках, и в значительной большей степени золотыми фьючерсами и опционами. Золотая биржа первоначально была расположена в здании, где с 1899 по 1902 год находился Русско-Китайский банк. Далее для биржи, по проекту немецкого архитектора Генриха Беккера, было построено новое здание в стиле итальянского ренессанса.
На Шанхайской золотой бирже торгуют не только отечественные фирмы, но и иностранные банки. Разрешение на право торговли на Шанхайской бирже золота получили и несколько иностранных банков: Australia and New Zealand Banking Group, Bank of Nova Scotia-ScotiaMocatta, Barclays, Credit Suisse, HSBC, Standard Chartered Bank и United Overseas Bank. В 2008 году, HSBC стал первым иностранным банком, получившим разрешение на торговлю золотыми фьючерсами.